# NGC 1964
NGC 1964 je galaksija u zviježđu Zecu.

## Vanjske poveznice
- SEDS: NGC 1964